# 이춘사
이춘사(한국 한자: 李春史, 1925년 6월 27일 ~ 생사불명)는 대한민국의 성우이다. 한국방송 성우극회 소속. 1944년 연극배우 첫 데뷔하였으며 1948년 서울중앙방송(지금의 KBS) 특채로 입사하였다. 그의 딸은 EBS 1기 성우 이나미이고 외손녀는 가수 미셸 조너이다.

## 출연 작품

### 애니메이션 영화
1967년
- 《호피와 차돌바위》
- 《홍길동》

### 영화
1962년
- 《슬픔은 나에게만》

1974년
- 《별들의 고향》 (KBS)

## 같이 보기
- 한국방송 성우극회